# Monumentul funerar în memoria participanților la prima conflagrație mondială (Orhei)
Monumentul funerar în memoria participanților la prima conflagrație mondială este un monument amplasat în Orhei, Republica Moldova. Este un monument de artă de importanță națională inclus în Registrul monumentelor Republicii Moldova ocrotite de stat cu nr. 994 (raionul Orhei).